# Klepalo Hill
Der Klepalo Hill (englisch; bulgarisch хълм Клепало chalm Klepalo) ist ein 700 m hoher und vereister Hügel auf der Pernik-Halbinsel an der Loubet-Küste des Grahamlands im Norden der Antarktischen Halbinsel. Er ragt 3,4 km südsüdöstlich des Orford-Kliffs, 5 km westlich der Tammann Peaks und 12,2 km nordöstlich des McCall Point auf. Der Dabrawa-Gletscher liegt südsüdwestlich, der Lallemand-Fjord westlich von ihm.
Britische Wissenschaftler kartierten ihn 1976. Die bulgarische Kommission für Antarktische Geographische Namen benannte ihn 2015 nach der Ortschaft Klepalo im Südwesten Bulgariens.